# Shade (canción de Silverchair)
«Shade» es una canción de la banda australiana de rock alternativo Silverchair. Fue lanzada como cuarto sencillo de su álbum debut, Frogstomp, en 1995, pero fue el único sencillo no elegido para su disco recopilatorio The Best of Vol.1.

## Lista de canciones
Australian CD Single (MATTCD014)
1. «Shade»
2. «Madman» (Vocal Mix)
3. «Israel's Son» (Live)

## Posición en listas
| Lista (1996)             | Mejor posición |
| ------------------------ | -------------- |
| Australian Singles Chart | 27             |